# SN 2002es
SN 2002es – supernowa typu Ia-pec odkryta 23 sierpnia 2002 roku w galaktyce UGC 2708. W momencie odkrycia miała maksymalną jasność 16,40m.